# Donja Dragotinja
Donja Dragotinja (cyr. Доња Драготиња) – wieś w Bośni i Hercegowinie, w Republice Serbskiej, w mieście Prijedor. W 2013 roku liczyła 500 mieszkańców.